# 福地村 (福岡県)
福地村（ふくちむら）は、福岡県鞍手郡にあった村。現在の直方市の一部にあたる。

## 地理
遠賀川の中流右岸、福智山の西麓に位置していた
- 河川：彦山川[1]

## 歴史

### 沿革
- 1889年（明治22年）4月1日 - 鞍手郡上境村、永満寺村、畑村、中泉村が合併し福地村が設立[1][2]。
- 1926年（大正15年）11月1日 - 鞍手郡直方町、下境村、頓野村、新入村と合併し、直方町が存続して廃止された[1][2]。

### 地名の由来
福智山と上境・永満寺・中泉の産土神福地神社による。

## 産業
主要産業は米・麦・野菜などの農業、石炭採掘。